# Internationale Thüringen-Rundfahrt der Frauen 2011
Das Radrennen 24. Internationale Thüringen-Rundfahrt der Frauen fand vom 18. bis 24. Juli 2011 im Osten Thüringens statt. Sechs Etappen führten in Rundkursen um die Städte Altenburg, Gera, Greiz, Schleiz, Schmölln und Zeulenroda-Triebes, daneben wurde ein Prolog in der Innenstadt von Jena ausgetragen.
Siegerin des Etappenrennens wurde die Schwedin Emma Johansson mit nur sechs Sekunden Vorsprung vor der US-Amerikanerin Amber Neben.

## Teilnehmerinnen
Bei der Thüringen-Rundfahrt 2011 gingen 93 Fahrerinnen für 16 Radsportteams – darunter elf UCI Women’s Teams und drei Nationalmannschaften – an den Start.
| UCI Women’s Teams - Kuota Speed Kueens - Juvederm-Specialized - Abus Nutrixxion - Garmin-Cervélo - Gauss - MCipollini Giambenini - AA Drink-leontien.nl - Nederland Bloeit - Skil-Koga Cycling Team - Hitec Products UCK - HTC Highroad Women | Nationalteams - Australien - Deutschland (BDR) - Russland andere Teams - Horizon Fitness RT-Prendas - Stevens-Redvil |

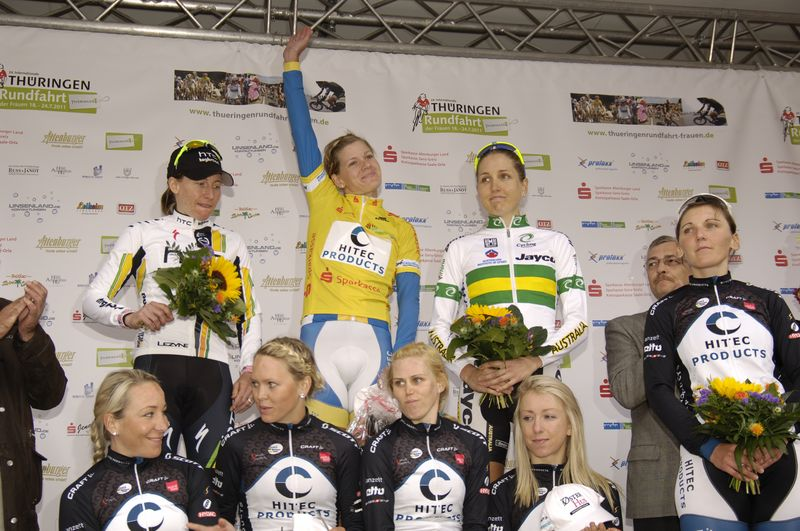
Abschlusspodium der Internationalen Thüringen-Rundfahrt der Frauen 2011

## Etappenübersicht
| Etappen   | Typ | Tag           | Strecke                    | km    | Etappensiegerin      | Zeit (h)   | Schnitt (km/h) | Gelbes Trikot       |
| --------- | --- | ------------- | -------------------------- | ----- | -------------------- | ---------- | -------------- | ------------------- |
| Prolog    | MZF | Mo., 18. Juli | Jena (Innenstadtkurs)      | 003,4 | HTC Highroad Women   | 0:04:34,65 | 44,671         | Ina-Yoko Teutenberg |
| 1. Etappe |     | Di., 19. Juli | Rund um Gera               | 119,2 | Ina-Yoko Teutenberg  | 3:09:18    | 37,781         | Ina-Yoko Teutenberg |
| 2. Etappe |     | Mi., 20. Juli | Rund um Greiz              | 105,5 | Emma Johansson       | 2:52:10    | 36,766         | Emma Johansson      |
| 3. Etappe |     | Do., 21. Juli | Rund um Schleiz            | 137,2 | Amanda Miller        | 3:42:44    | 38,898         | Emma Johansson      |
| 4. Etappe |     | Fr., 22. Juli | Rund um Zeulenroda-Triebes | 098,7 | Emma Pooley          | 2:39:54    | 37,035         | Emma Johansson      |
| 5. Etappe | EZF | Sa., 23. Juli | Rund um Schmölln           | 019,3 | Judith Arndt         | 0:27:13    | 42,547         | Amber Neben         |
| 6. Etappe |     | So., 24. Juli | Rund um Altenburg          | 099,6 | Elizabeth Armitstead | 2:30:22    | 39,742         | Emma Johansson      |